# Jonáš a doktor Matrace (album)
Jonáš a doktor Matrace (1969) je střednědlouhá (GL) gramofonová deska Jiřího Suchého a Jiřího Šlitra se studiovými nahrávkami písniček ze stejnojmenné hry. Obsahuje 7 písniček a dialog o protestování. V nahrávce písničky Mississippi je také malý studiový dialog obou komiků. Na nahrávce hraje Ferdinand Havlík, který také písně aranžoval, se svým orchestrem.
Na albu už nesměly vyjít písničky Kdo chce psa bít a Člověk, to zní hrdě a z dialogu o protestování museli Suchý se Šlitrem přímo ve studiu vyškrtat nejsilnější satirické narážky.
Podle Pavla Klusáka obal alba vytvořil Karel Vilgus, na albu jsou ale jako výtvarníci uvedeni Pavel Brom a Milan Kopřiva.

## Seznam písní
1. Margareta – zpívá Jiří Suchý a sbor
2. Mississippi – zpívá Jiří Suchý, hovoří Jiří Suchý a Jiří Šlitr
3. Kos – zpívá Jiří Suchý a sbor
4. Bledá slečna – zpívá Jiří Suchý a sbor
5. Jo, to jsem ještě žil – zpívá Jiří Suchý a sbor
6. Kubistický portrét – zpívá Jiří Suchý a sbor
7. Dialog „Protestování“ a píseň Proti všem – zpívají a hovoří Jiří Suchý a Jiří Šlitr

## Složení orchestru
- Ferdinand Havlík – vedoucí, alt saxofon
- Karel Vágner – basová kytara
- Zdeněk Dvořák – kytara
- Pavel Fiala – bicí
- Karel Růžička – klavír
- Eugen Jegorov – tenor saxofon
- Miroslav Krýsl – alt saxofon
- František Sojka – trombón
- Miroslav Kejmar – trubka
- Pavel Procházka – cembalo, fagot
- Václav Sýkora – flétna
- Max Kulhavý – banjo